# Musée du Jazz de La Nouvelle-Orléans
Le musée du Jazz de La Nouvelle-Orléans (en anglais : New Orleans Jazz Museum) est un musée sur l'histoire de la musique jazz situé à La Nouvelle-Orléans en Louisiane aux États-Unis. Le musée du Jazz est aujourd'hui affilié au musée d'État de Louisiane bien que les deux musées aient été longtemps séparés. La collection se trouve dorénavant dans le bâtiment de la Monnaie de La Nouvelle-Orléans ou Old U.S Mint, situé au 400 Esplanade Avenue, dans le Vieux carré français historique de la ville.

## Histoire
La volonté de mise en place d’un musée commémorant le jazz de La Nouvelle-Orléans émerge au début des années 1950 dans le New Orleans Jazz Club, un groupe de collectionneurs de jazz et de mélomanes de la ville fondé en 1949. Les personnes importantes dans la création du musée, qui ouvre en 1961 au 1017 Dumaine Street dans le Vieux carré, sont Edmond “Doc“ Souchon, Myra Menville, Helen Arlt et son premier conservateur Clay Watson. Si la collection a beaucoup voyagé, l’hôtel St. Pierre, emplacement originel du musée, commémore la naissance du musée à travers des plaques sur sa propriété.
Durant l’année 1969, le musée est relocalisé dans le Royal Sonesta Hotel, qui change de propriétaire en 1973, ce qui amène le musée à se localiser au 833 Conti Street. Quelque temps plus tard, le musée doit fermer pour faillite. Le 15 septembre 1977, la collection entière du musée du Jazz est donnée au musée d’État de Louisiane.
Au début des années 1980, l’exposition de la Jazz Collection du musée d’État de Louisiane ouvre au deuxième étage de la Monnaie de La Nouvelle-Orléans sous la direction du conservateur Don Marquis. Le musée du Jazz demeure aujourd'hui de façon permanente dans ses locaux.
En 2005, les collections du musée d’État comme du musée du Jazz subissent des dégâts des suites de l’ouragan Katrina. Après la réouverture du bâtiment en 2008, les collections du musée du Jazz ont été exposées dans de nombreuses exhibitions. Des efforts sont dorénavant mis en place pour faire de la Monnaie de La Nouvelle-Orléans un bâtiment entièrement consacré au musée du Jazz.

## Mission du musée

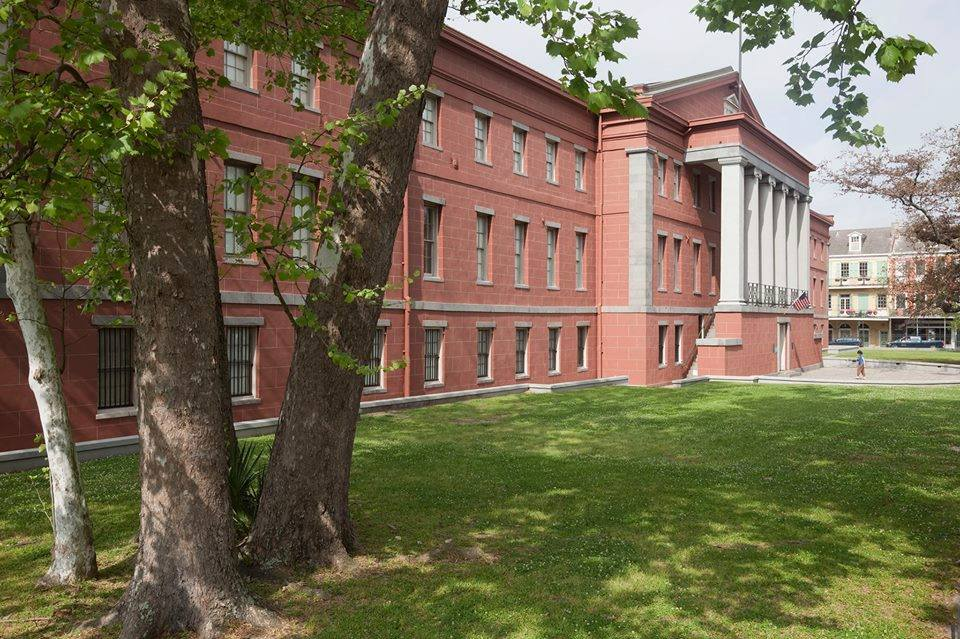
La façade de la Monnaie de La Nouvelle-Orléans où se trouve actuellement le musée du Jazz de La Nouvelle-Orléans.

Le musée du Jazz de La Nouvelle-Orléans cherche à célébrer l’histoire du jazz dans toutes ses formes dans la ville même où le genre est né, à travers des expositions dynamiques et interactives, des programmes pédagogiques multi-générationnels, des centres de recherche et des performances musicales. Le musée met en valeur la renaissance culturelle actuelle de la ville en fournissant diverses ressources pour les musiciens et les mélomanes de toutes langues et nationalités.
À travers une expérience immersive et interactive, les visiteurs découvrent l’histoire du jazz, de ses racines afro-américaines à sa naissance à La Nouvelle-Orléans, à ses réseaux culturels et ses expressions artistiques innovantes, et son influence mondiale. Le musée cherche à contextualiser le genre musical dans son environnement permettant au visiteur un aperçu global de son influence sur la musique et la société américaines.

## État actuel

### Collections

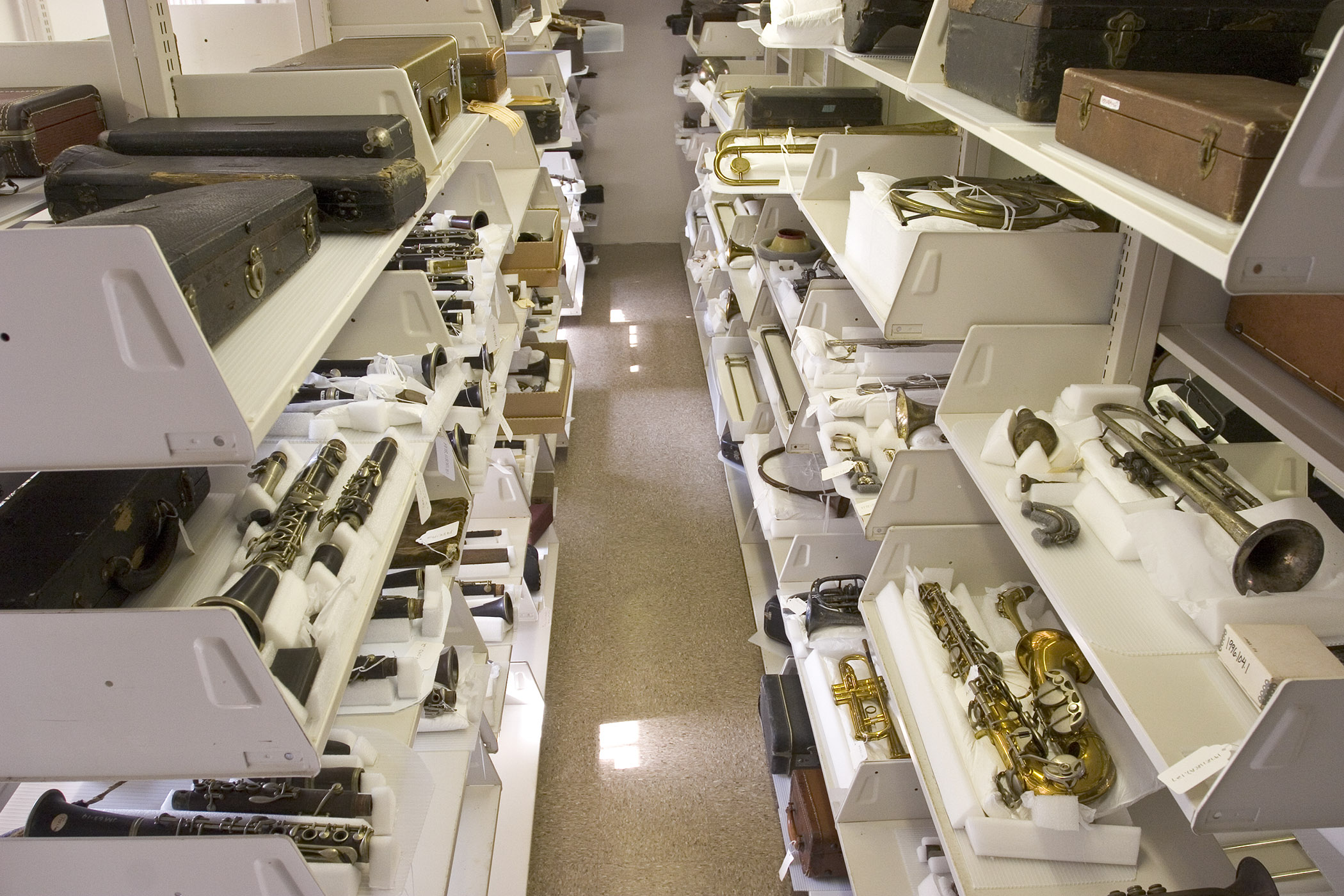

Le musée du Jazz de La Nouvelle-Orléans possède une collection de renommée internationale rassemblée durant plusieurs décennies par le New Orleans Jazz Club allant du premier cornet à pistons de Louis Armstrong au premier disque de jazz jamais enregistré. Celui-ci détient notamment la plus grande collection d’instruments de jazz du monde – trompettes, cornets à pistons, trombones, clarinettes, saxophones, pianos – ayant appartenu à de grandes figures du jazz telles que Bix Beiderbecke, Edward « Kid » Ory, George Lewis, Sidney Bechet ou Dizzy Gillespie.
On trouve également dans cette collection plus de 12000 photographies des débuts du jazz, des posters, impressions et peintures, des enregistrements d’une grande variété de formats tels que 4,000 78 tours datant de 1905 au milieu des années 1950, mais aussi quelques milliers de LP de 12 pouces et de 45 tours et environ 1400 enregistrements magnétiques. Le musée possède également des centaines d’exemples de partitions allant du ragtime de la fin du XIXe siècle aux chansons populaires des années 1940 et 1950 devenues des classiques du jazz américain. Des centaines de bobines et de films montrant des séquences de concerts, de vie musicale nocturne, de jazz funerals, de parades et de festivals font également partie de cette collection, ainsi que de nombreux objets éphémères de grande importance et des fragments architecturaux de lieux importants marqués par le genre.
En plus de cette collection d’objet, le musée possède également des matériaux de recherche tels que des lettres, des photographies, des interviews accessibles pour les chercheurs sur rendez-vous.

### Expositions

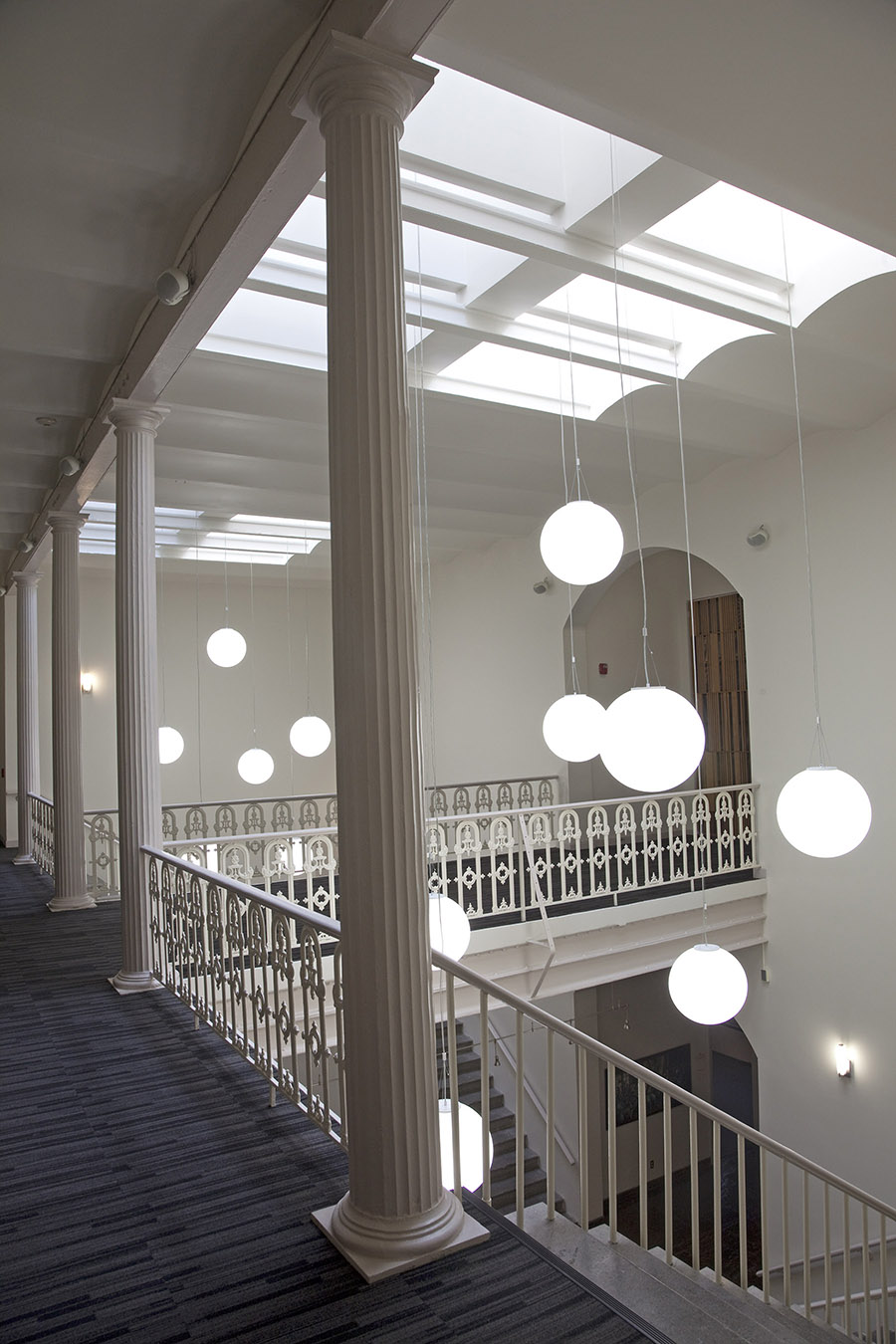

Le musée du Jazz de La Nouvelle-Orléans se focalise sur la naissance et l’histoire du jazz à La Nouvelle-Orléans, son héritage et son intérêt à travers les décennies. Cette mission se retrouve notamment dans la mise en place d’expositions éphémères et la volonté d’étendre l’espace réservé aux expositions. Le prochain espace d’exposition fera environ 750 mètres carrés et inclura un centre d’orientation pour les visiteurs, un espace d’exposition principal pour les expositions permanentes, des classes réservées à la pédagogie des plus jeunes et des familles, une salle réservée aux expositions spéciales, et quatre espaces à la technologie interactive permettant aux visiteurs de créer et partager leurs formes de la musique jazz.

### Performances

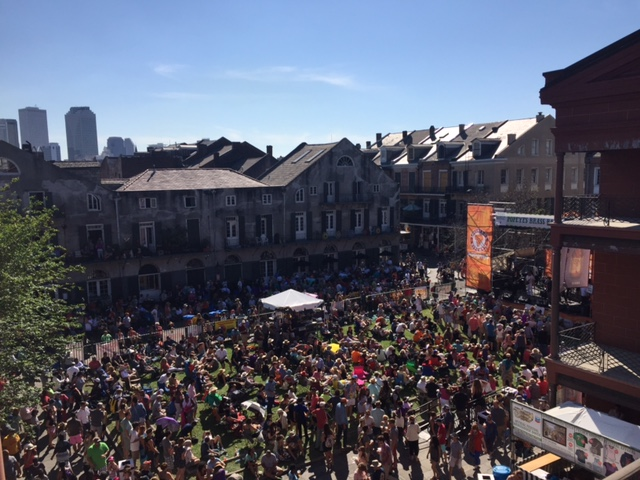

Le New Orleans Jazz Museum est le lieu où se déroule la série Music at The Mint, qui est une série de performances musicales prenant place au troisième étage du musée, dans une salle de concert de grande qualité. Ces performances ont pour objectif de montrer la profondeur du jazz, et de lui donner une dimension concrète pour éduquer le spectateurs et lui permettre de comprendre les enjeux du travail de conservation du musée.

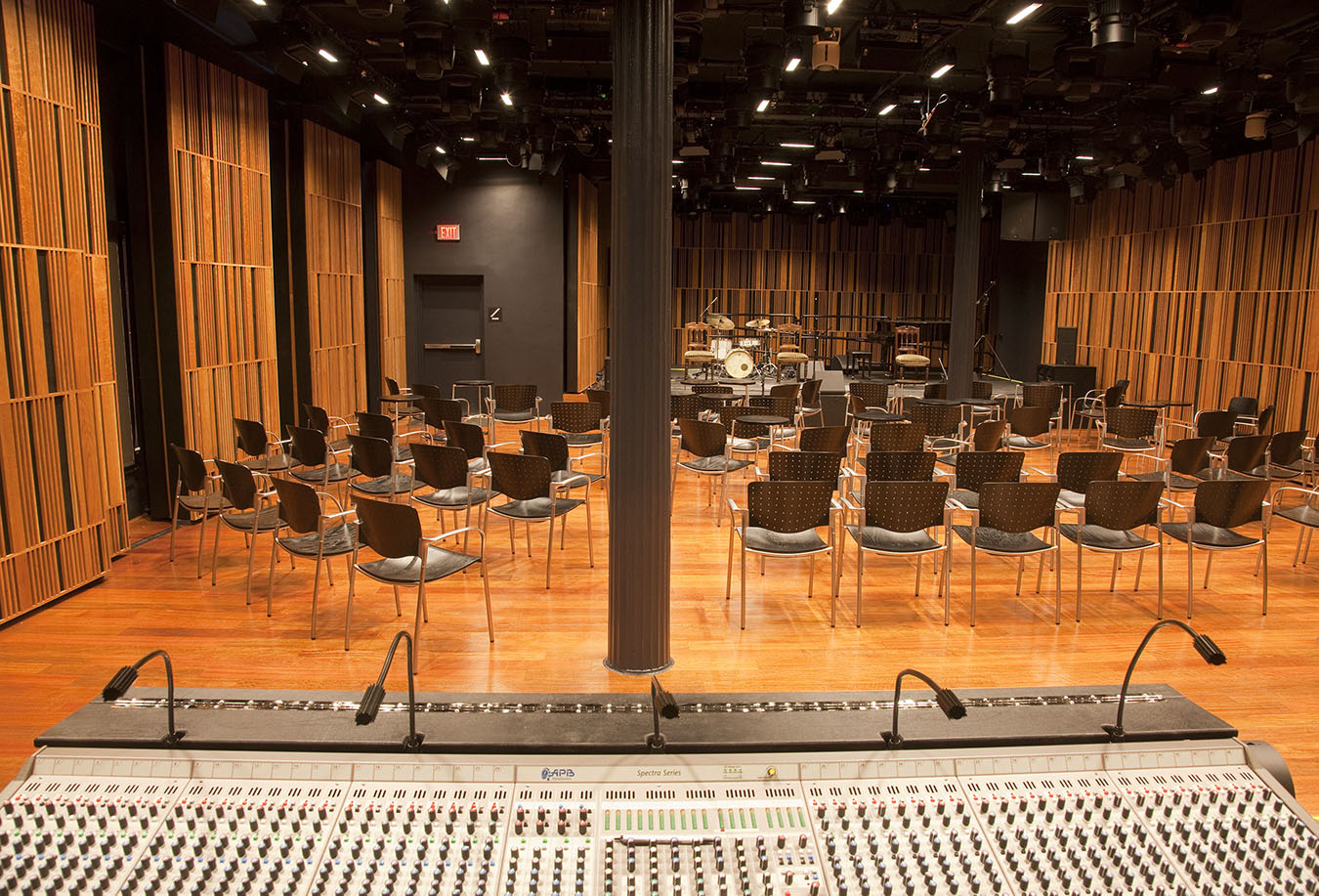

Le musée du Jazz de La Nouvelle-Orléans est aussi le site de nombreux festivals annuels tels que le French Quarter Festival, le Satchmo Festival, le Downriver Festival, le Creole Tomato Festival, le International Guitar Festival, le Danny Barker Festival et beaucoup d’autres.

### Pédagogie
Le musée du Jazz de La Nouvelle-Orléans est un endroit où s'exprime une volonté de pédagogie multi-générationnelle. Pour les étudiants et les chercheurs, le musée met à disposition sa collection de renommée internationale ainsi que des centres de recherche à travers le Louisiana Historical Center.
En plus de cela, le musée permet un accès à sa large et reconnue internationalement collection d’enregistrements de jazz sur son site Internet.
Pour les plus jeunes et les familles, le programme pédagogique du musée inclut des cours de musique, des ateliers de constructions d’instruments, des apparitions d’invités musiciens, et l’enseignement des techniques d’enregistrement. Ces initiatives pédagogiques sont également présentes dans des cours de composition, et sont pour la plupart soutenues par le Parc national historique de La Nouvelle-Orléans.

## Lectures
- Al Rose et Edmond Souchon, New Orleans Jazz: A Family Album, Louisiana State University Press, 3e édition, 1984.